# Cesc Fàbregas
Cesc Fàbregas (wym. [ˈsɛsk ˈfaβɾəɣəs]), właśc. Francesc Fàbregas Soler (ur. 4 maja 1987 w Arenys de Mar) – hiszpański piłkarz, który występował na pozycji pomocnika. W latach 2006–2016 reprezentant Hiszpanii, z którą w 2010 roku zdobył Mistrzostwo Świata, a w 2008 i 2012 roku Mistrzostwo Europy.
W początkach kariery występował w Arenys de Mar CF i CE Mataró. We wrześniu 2003 roku podpisał kontrakt z londyńskim Arsenalem. Początkowo nie grał często w pierwszym zespole, jednak liczne kontuzje podstawowych zawodników w sezonie 2004/2005 spowodowały, że coraz częściej występował w wyjściowym składzie. Z czasem stał się ważnym członkiem drużyny. Pobił wiele klubowych rekordów, zyskał opinię gracza świetnie wyszkolonego technicznie. Występował w zespołach młodzieżowych U-17 i U-21 reprezentacji narodowej Hiszpanii, a w 2006 roku, z uwagi na dobre występy w Arsenalu, powołano go do pierwszej reprezentacji, z którą wziął udział w mistrzostwach świata w 2006 roku oraz zwycięskich mistrzostwach Europy w 2008 roku i mistrzostwach świata w 2010 roku.

## Dzieciństwo i początki kariery
Urodził się w 1987 roku jako syn Francesca Fàbregasa, pracującego w rodzinnej firmie budowlanej, i Núrii Soler, właścicielki cukierni. Ma także młodszą o cztery lata siostrę Carlotę. Od dziecka kibicował drużynie FC Barcelona; mając dziewięć miesięcy, był na swoim pierwszym meczu tego klubu, na który zabrał go dziadek. Po krótkich epizodach w mniejszych klubach młody Cesc trafił w końcu do zespołu ze stolicy Katalonii. Początkowo występował na pozycji defensywnego pomocnika, zdarzało się także, że grał w ataku, czego skutkiem było zdobycie ponad 30 bramek w sezonie dla młodzieżowych drużyn klubowych. Mimo to nie zdołał zadebiutować w pierwszym zespole. Tydzień przed Mistrzostwami Świata U-17, piłkarz wraz z rodzicami otrzymali zaproszenie na spotkanie od działaczy Arsenalu. Trener Arsène Wenger złożył obietnicę, że Hiszpan w ciągu roku zadebiutuje w zespole seniorów. Przewidując, że nie będzie miał wielu okazji do gry w Barcelonie, 11 września 2003 roku zawodnik zdecydował się podpisać kontrakt z londyńskim klubem.

## Kariera klubowa

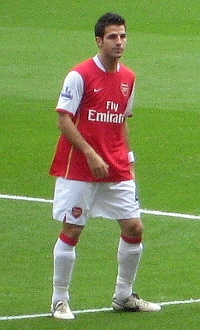
Fàbregas w barwach Arsenalu.

Po przeprowadzce do Londynu piłkarz na okres dwóch lat zamieszkał w wynajętym przez klub apartamencie z kobietą o imieniu Noreen, która opiekowała się młodym zawodnikiem. Początkowo miał problemy z przystosowaniem się do życia w stolicy Anglii, jednak wkrótce zaprzyjaźnił się ze znającym język hiszpański Philippe Senderosem, który pomógł nastolatkowi w aklimatyzacji. Młody piłkarz starał się obserwować i naśladować dwóch zawodników: Patricka Vieirę i Gilberto Silvę, jednocześnie koncentrując się na treningach i nauce języka angielskiego. Zgodnie z obietnicą Wengera, piłkarz niedługo po przejściu do drużyny zadebiutował w seniorskiej kadrze Arsenalu, a miało to miejsce 23 października 2003 roku w wygranym na Highbury meczu Pucharu Ligi Angielskiej z Rotherham United. W czasie występu miał 16 lat i 177 dni, tym samym stał się najmłodszym piłkarzem w historii Arsenalu, jaki dotychczas (listopad 2009 roku) uczestniczył w oficjalnym meczu. Wkrótce został również najmłodszym w dziejach klubu strzelcem bramki, zdobywając gola w późniejszej fazie rozgrywek o Puchar Ligi, w wygranym 5:1 spotkaniu z Wolverhampton Wanderers. Arsenal przez cały sezon 2003/04 nie doznał ligowej porażki, zdobywając mistrzowski tytuł. Fàbregas nie otrzymał pamiątkowego medalu, gdyż nie rozegrał w lidze żadnego meczu.
Do początku sezonu 2004/2005 Hiszpan zaczął pojawiać się w składzie już we wszystkich rozgrywkach, w których Arsenal brał udział. Jego pierwszym meczem w sezonie był pojedynek z Manchesterem United w spotkaniu o Tarczę Wspólnoty. Z uwagi na kontuzję Vieiry, Fàbregas wystąpił w czterech kolejnych meczach w Premier League. Dziennikarze oraz Wenger chwalili go za postawę w tych spotkaniach, a swoją dobrą dyspozycję potwierdził w wygranej 3:0 potyczce z Blackburn Rovers, w której to strzelił gola, stając się tym samym najmłodszym zdobywcą bramki w ligowym meczu w historii klubu. Ze względu na późniejsze kontuzje Edu i Gilberto Silvy otrzymywał coraz więcej szans gry. W Lidze Mistrzów stał się drugim najmłodszym zdobywcą gola w dziejach rozgrywek, strzelając trzecią bramkę w wygranym 5:1 spotkaniu z Rosenborgiem Trondheim. Sezon zakończył ze swoim pierwszym sukcesem w barwach klubu, kiedy to wystąpił w wyjściowej jedenastce w wygranym w rzutach karnych finale Pucharu Anglii z Manchesterem United, zdobywając złoty medal za zdobycie tego trofeum.

### Pierwsza drużyna

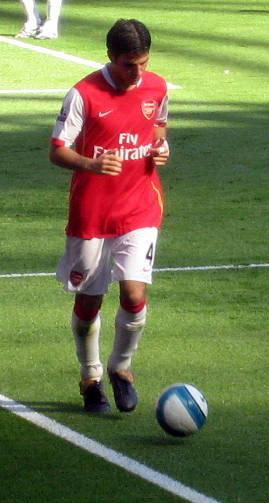
Fàbregas podbiegający do narożnika boiska.

Po odejściu Vieiry do Juventusu, Fàbregas zaczął regularnie występować w klubie, tworząc z Gilberto Silvą duet środkowych pomocników. W sezonie 2005/06 rozegrał 49 spotkań we wszystkich rozgrywkach. Pomimo młodego wieku, jego występy zaczęto wnikliwie analizować, co spowodowane było coraz większym znaczeniem piłkarza w pierwszym zespole. Jako że Hiszpan miał znacznie delikatniejszą budowę ciała od Vieiry i grał z mniejszą agresją niż Francuz, kibice mieli wątpliwości, czy zdoła wypełnić lukę w składzie pozostawioną po odejściu francuskiego pomocnika. Niemniej jednak, w meczach Ligi Mistrzów z Realem Madryt i Juventusem, Fàbregas swoją grą wzbudził uznanie dziennikarzy i kibiców. W spotkaniu z drużyną z Turynu zdobył dla Arsenalu pierwszego gola oraz asystował przy trafieniu Thierry’ego Henry’ego, demonstrując przy tym umiejętność ostrej gry i twardego odbioru piłki, cechującą Vieirę. W finale, w którym Arsenal zmierzył się z byłym klubem Hiszpana, FC Barcelona, angielski zespół przegrał 1:2 i zakończył sezon bez żadnego zdobytego trofeum.
W lecie pojawiały się spekulacje dotyczące transferu zawodnika, a najbardziej zainteresowany pozyskaniem Fàbregasa był Real Madryt, który próbował nakłonić gracza do zerwania długoterminowej umowy z Arsenalem. Szkoleniowiec Arsenalu, Arsène Wenger ogłosił, że klub nie przyjmie żadnej oferty. We wrześniu 2006 roku, trzy lata po przejściu do Arsenalu, klub zaoferował pomocnikowi nową, pięcioletnią umowę (z opcją przedłużenia o kolejne trzy lata), którą Hiszpan podpisał 19 października 2006. Fàbregas stwierdził, że głównym motywem, dla którego związał się z zespołem na tak długi okres, było zadowolenie ze stylu gry prezentowanego przez drużynę oraz osoba Arsène’a Wengera.
Sezon 2006/2007 był pouczającym doświadczeniem dla młodej drużyny Arsenalu i Fàbregasa. Klub ponownie nie zdobył żadnego ważnego trofeum, ponadto przegrał z Chelsea F.C. w finale Pucharu Ligi Angielskiej. Fàbregas był niezastąpionym członkiem ekipy, rozegrał wszystkie mecze ligowe w sezonie. Dzięki niemu Arsenal udanie rozpoczął rozgrywki Ligi Mistrzów, zwyciężając 3:0 w meczu kwalifikacyjnym z Dinamo Zagrzeb, w którym Hiszpan zdobył pierwszego gola. W Premier League zanotował 13 asyst, co było drugim najlepszym wynikiem w lidze. Sezon zakończył jako laureat wielu indywidualnych nagród. Włoski dziennik „TuttoSport” ogłosił go najlepszym piłkarzem Europy do lat 21. Znalazł się także w Drużynie Roku w Europie oraz został wybrany w lidze Graczem Miesiąca za styczeń 2007. Dodatkowo otrzymał nominację do nagród Piłkarza i Młodego Piłkarza Roku w Anglii, jednak obydwa trofea trafiły do Cristiano Ronaldo. W czerwcu 2007 roku został ogłoszony przez kibiców Graczem Sezonu w klubie, zdobywając 60% wszystkich głosów.

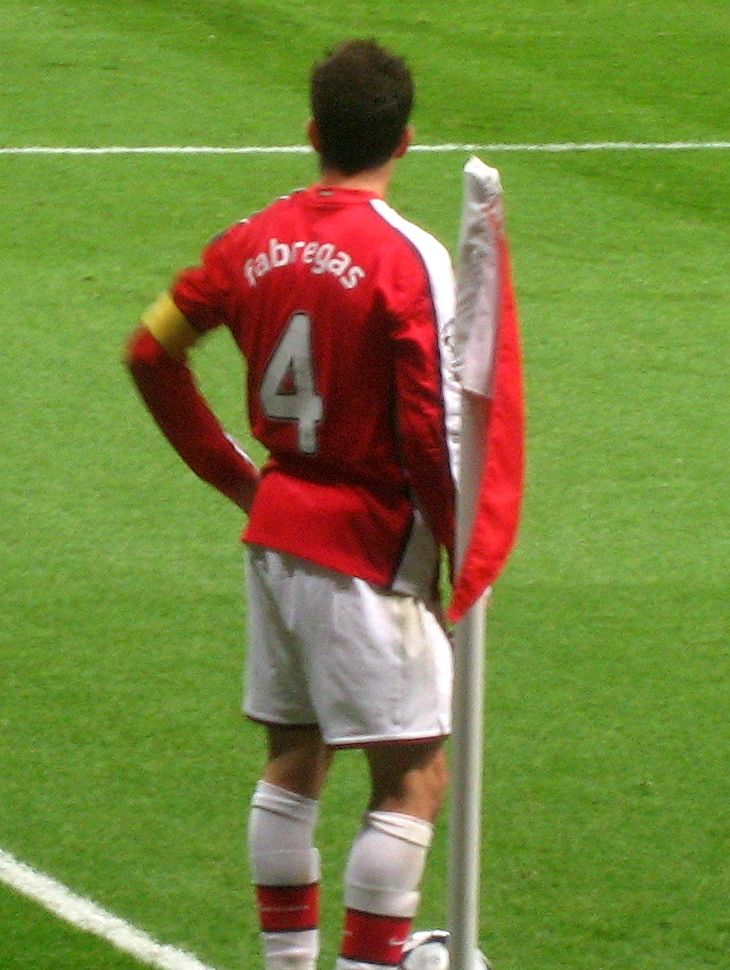
Hiszpan z opaską kapitańską.

Sezon 2007/2008 rozpoczął się dla Arsenalu niepewnie. Rezygnacja wiceprezesa klubu Davida Deina spowodowała, że z zespołu postanowił odejść najlepszy strzelec Thierry Henry, który podpisał kontrakt z Barceloną. Pojawiły się również spekulacje dotyczące przyszłości trenera Wengera. Fàbregas zdawał sobie sprawę z tego, że po odejściu Henry’ego to na jego barkach spoczywać będzie gra drużyny i zapewnił kibiców, że jest gotów podjąć wyzwanie zastąpienia Francuza w roli lidera zespołu. Hiszpan udanie rozpoczął sezon, regularnie zdobywając gole i asystując przy bramkach kolegów z zespołu. W uznaniu za dobrą grę kibice Arsenalu czterokrotnie uznawali go za piłkarza miesiąca w klubie, został wybrany również Piłkarzem Miesiąca w Premiership za wrzesień. Do marca Arsenal był liderem w ligowej tabeli, dobrze radził sobie także w Lidze Mistrzów. W rewanżowym meczu z A.C. Milan Fàbregas zdobył bramkę dającą angielskiej drużynie awans do ćwierćfinału rozgrywek. 11 kwietnia 2008 roku Hiszpan ponownie został nominowany do nagród Piłkarza i Młodego Piłkarza Roku w Anglii. Został laureatem tej drugiej, a ponadto wybrano go do Drużyny Roku w Anglii. Arsenal nie zdołał zdobyć mistrzostwa, ani żadnego z krajowych pucharów, co oznaczało kolejny sezon bez zdobytego trofeum. 19 października 2008 znalazł się na 30-osobowej liście kandydatów do Złotej Piłki, jednak nagrodę tę otrzymał ostatecznie Cristiano Ronaldo, a Fàbregas z czterema zdobytymi punktami zajął 19. pozycję. 29 października został także nominowany do nagrody Piłkarza Roku według FIFA.

### Kapitan

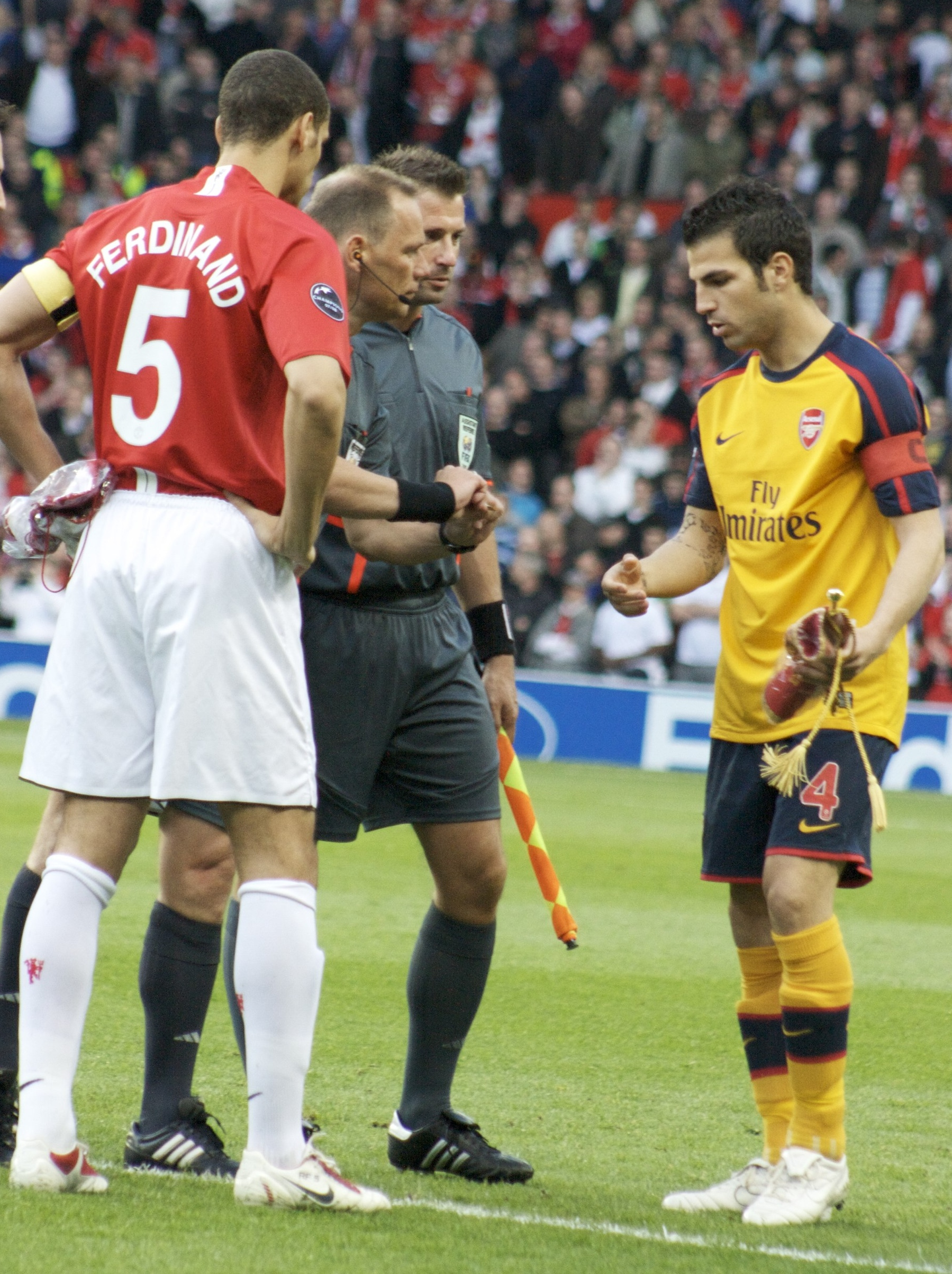
Fàbregas jako kapitan przed półfinałowym meczem Ligi Mistrzów w sezonie 2008/2009

24 listopada przejął po Williamie Gallasie opaskę kapitańską. W grudniowym spotkaniu z Liverpoolem w starciu z Xabim Alonso doznał kontuzji więzadeł krzyżowych w prawym kolanie. Hiszpan powrócił do gry w kwietniu 2009 w meczu ligowym z Manchesterem City. Sezon 2008/09 Arsenal zakończył bez żadnego triumfu, odpadając w półfinale Ligi Mistrzów oraz zajmując w lidze czwarte miejsce.
W pierwszym meczu Arsenalu w kolejnym sezonie, wygranym 6:1 z Evertonem, Fàbregas dwukrotnie wpisał się na listę strzelców.

### FC Barcelona
15 sierpnia 2011 podpisał pięcioletni kontrakt z FC Barceloną. Suma odstępnego zawarta w umowie wynosiła 200 mln euro.
6 kwietnia 2013 w meczu z RCD Mallorca strzelił hat tricka, a Barcelona wygrała 5:0. Cesc był zawodnikiem Barçy do końca sezonu 2013/14.

### Chelsea
12 czerwca 2014 roku powrócił do Anglii, podpisując kontrakt z Chelsea. 18 sierpnia 2014 zadebiutował w meczu z Burnley zaliczając 2 asysty. Pierwszego gola w oficjalnym meczu zdobył przeciwko FC Schalke 04 zremisowanym 1:1 w pierwszym meczu fazy grupowej Ligi Mistrzów. Pierwszego gola w lidze w barwach The Blues strzelił 18 października przeciwko Crystal Palace. 1 marca 2015 roku wygrał z Chelsea Puchar Ligi Angielskiej, zaliczył w tym meczu asystę przy golu którego zdobył Diego Costa. Wraz z klubem zdobył Puchar Ligi Angielskiej, a także Mistrzostwo Anglii. 31 grudnia 2016 w meczu ze Stoke, zanotował dwie asysty dzięki czemu wkroczył do elitarnego grona zawodników, którzy zanotowali co najmniej 100. asyst w Premier League. Oprócz niego dokonali tego tylko Ryan Giggs, Frank Lampard i Wayne Rooney. 25 lutego 2017 przeciwko Swansea rozegrał swój 300. mecz w Premier League, stając się pierwszym Hiszpanem w historii, który tego dokonał. Jubileusz uświetnił bramką i asystą.

### AS Monaco
11 stycznia 2019 ogłoszono przejście Fàbregasa do AS Monaco. W nowym klubie zadebiutował 13 stycznia w meczu Ligue 1 z Olympique Marsylia (1:1). 2 lutego w wygranym 2:1 meczu z Toulouse FC strzelił pierwszą bramkę dla Monaco.

### Como
1 sierpnia 2022 przeszedł do włoskiego klubu Como, z którym podpisał dwuletni kontrakt. 29 sierpnia zadebiutował w klubie, rozgrywając ligowy mecz z Brescią (0:1). 1 lipca 2023 ogłosił zakończenie kariery seniorskiej.

## Kariera reprezentacyjna

### Kadra juniorska
Zanim zaczął występować w pierwszej reprezentacji, grał w drużynach młodzieżowych. Na Mistrzostwach Świata U-17 w 2003 rozegranych w Finlandii został najlepszym strzelcem oraz uznano go piłkarzem turnieju. Hiszpania zajęła ostatecznie drugie miejsce, ustępując Brazylii. Rok później Fàbregas wziął udział w Mistrzostwach Europy U-17, na których to Hiszpania ponownie zajęła drugą lokatę. Fàbregasa ogłoszono najlepszym zawodnikiem mistrzostw.

### Pierwszy zespół
Pomimo że w Arsenalu po dwóch latach pobytu stał się ważnym graczem zespołu, długo oczekiwał na powołanie do pierwszej reprezentacji. Z uwagi na jego występy w Lidze Mistrzów w 2006, selekcjoner kadry, Luis Aragonés powołał nastolatka na towarzyski mecz z Wybrzeżem Kości Słoniowej. Występując w tym spotkaniu, został najmłodszym zawodnikiem na przestrzeni 70 lat, który rozegrał mecz dla reprezentacji Hiszpanii. Po debiucie, w którym zdobył również swoją pierwszą bramkę w kadrze, a cały mecz zakończył się zwycięstwem Hiszpanii 3:2, zebrał od dziennikarzy pochlebne opinie.

### Mistrzostwa świata 2006
15 maja 2006 otrzymał powołanie na mistrzostwa świata 2006. Podczas turnieju, w dwóch pierwszych grupowych meczach zespołu pojawiał się na murawie w drugiej połowie, a w ostatnim z tych spotkań, z Tunezją asystował przy bramce Fernanda Torresa, a mecz zakończył się zwycięstwem Hiszpanii 3:1. W kolejnym meczu grupowym, wygranym 3:1 z Arabią Saudyjską, wystąpił od początku, podobnie jak inni rezerwowi drużyny. W 1/8 finału, w którym Hiszpania zmierzyła się z Francją, zagrał w miejsce Marcosa Senny, ale La Seleccion przegrała spotkanie 1:3. Fàbregas został najmłodszym graczem w dziejach hiszpańskiego futbolu, który wystąpił na mistrzostwach świata, a stało się to 13 czerwca 2006 w wygranym 4:0 spotkaniu z Ukrainą, kiedy to pojawił się murawie w 77. minucie; miał wtedy 19 lat i 41 dni. Po zakończeniu mistrzostw został nominowany do nagrody dla najlepszego młodego piłkarza turnieju, którą ostatecznie otrzymał Lukas Podolski.

### Mistrzostwa Europy 2008

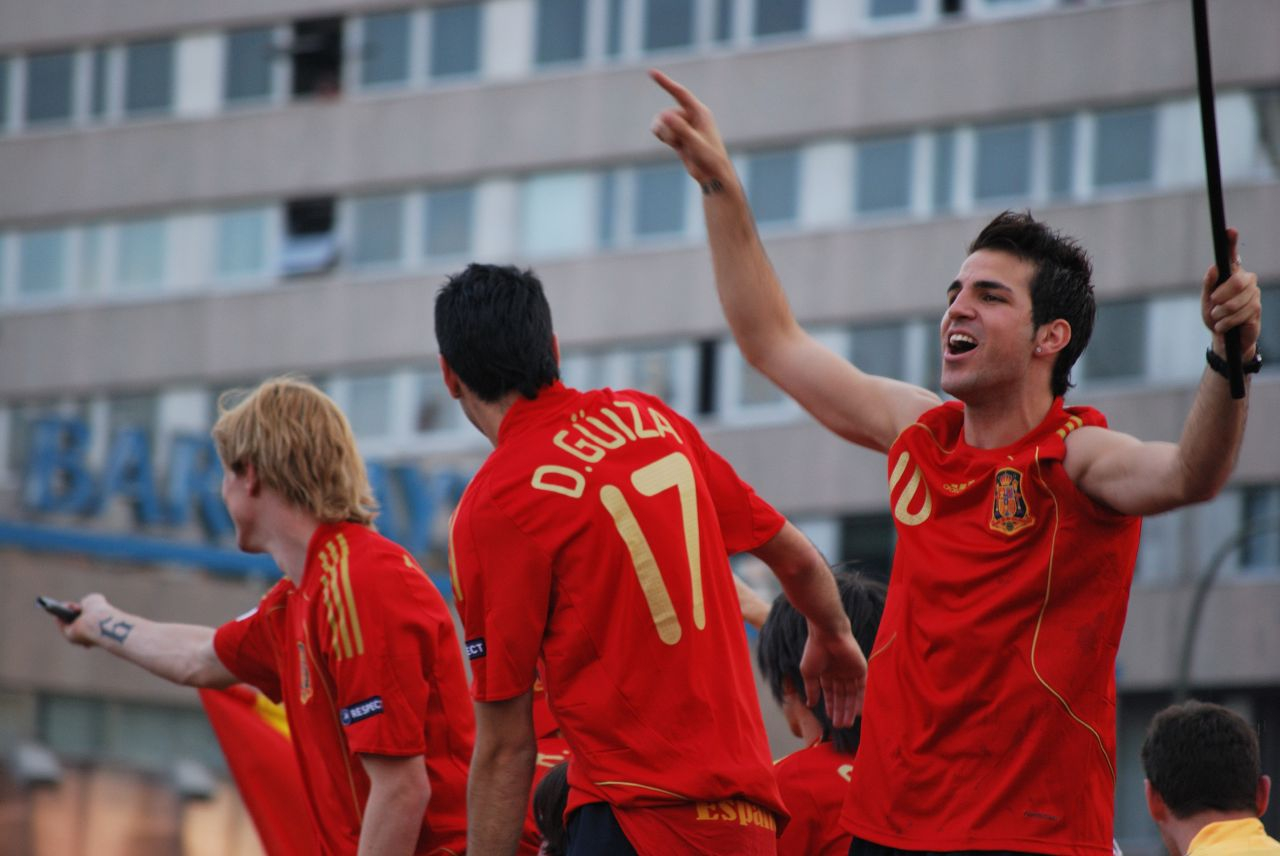
Fàbregas świętuje triumf Hiszpanii na Euro 2008

Na mistrzostwach Europy 2008, Fàbregas występował na koszulce z numerem 10 zamiast z 18, z którym grał poprzednio. Pomimo że głównie wchodził na boisko z ławki rezerwowych, miał wkład w sukces reprezentacji. W wygranym 4:1 meczu z Rosją zdobył swojego pierwszego gola w kadrze, asystował również przy jednej z bramek. Hiszpania wygrała wszystkie trzy spotkania grupowe, a w ćwierćfinale zmierzyła się z Włochami. W meczu tym, który rozstrzygnęły rzuty karne, Fàbregas wykorzystał decydującą jedenastkę, zapewniając tym samym drużynie awans do kolejnej fazy rozgrywek. W półfinale Hiszpania pokonała Rosję 3:0, a Fàbregas asystował przy dwóch golach. Hiszpan znalazł się w wyjściowej jedenastce, która zwyciężyła 1:0 w finale z Niemcami, co było zarazem pierwszym triumfem Hiszpanii na mistrzostwach Europy od 1964. Za swoją dobrą grę został wybrany przez Zespół Techniczny UEFA do 23-osobowej Drużyny Turnieju.

### Puchar Konfederacji
Po wyleczeniu trwającej kilka miesięcy kontuzji, piłkarz zdołał odzyskać miejsce w pierwszym składzie reprezentacji. W czerwcu otrzymał powołanie na Puchar Konfederacji w RPA. W wygranym 5:0 grupowym spotkaniu z Nową Zelandią zdobył swojego drugiego gola dla drużyny narodowej. W meczu półfinałowym przeciwko Stanom Zjednoczonym (Fàbregas w nim wystąpił), Hiszpanie przegrali 0:2, tym samym zakończyła się ich passa 15 zwycięstw i 35 meczów bez porażki, nie udało więc się im pobić rekordu należącego do reprezentacji Brazylii. Hiszpania w meczu o trzecie miejsce pokonała Republikę Południowej Afryki 3:2, a Fàbregas nie pojawił się w tym meczu na murawie.

### Mistrzostwa Świata 2010
W 2010 w Południowej Afryce zdobył z reprezentacją Hiszpanii mistrzostwo Świata. La Furia Roja pokonała w finale mundialu Holandię 1:0. Mecz rozstrzygnęła dogrywka, a bramkę zdobył Andres Iniesta (116 min.) po podaniu Fàbregasa.

### Mistrzostwa Europy 2012
W pierwszym spotkaniu Hiszpania zremisowała 1:1 z Włochami po strzałach Antonio Di Natale i Cesca Fabregasa. W drugim spotkaniu z Irlandią Cesc wszedł w drugiej połowie z ławki rezerwowych i strzelił bramkę ustalając wynik na 4:0. Hiszpania wygrała dwa na trzy spotkania grupowe, w ćwierćfinale pokonała Francję 2:0, a w półfinale zmierzyła się z Portugalią. W meczu tym, który rozstrzygnęły rzuty karne, Fàbregas podobnie jak podczas awansu do półfinału w 2008, wykorzystał decydującą jedenastkę, zapewniając tym samym drużynie awans do finału rozgrywek.
W finale reprezentacja Hiszpanii grała z Włochami, z którymi spotkała się w rozgrywkach grupowych. 1 lipca Hiszpania obroniła tytuł Mistrza Europy po wygranym finale z wynikiem 4:0 dla Hiszpanii.

## Styl gry

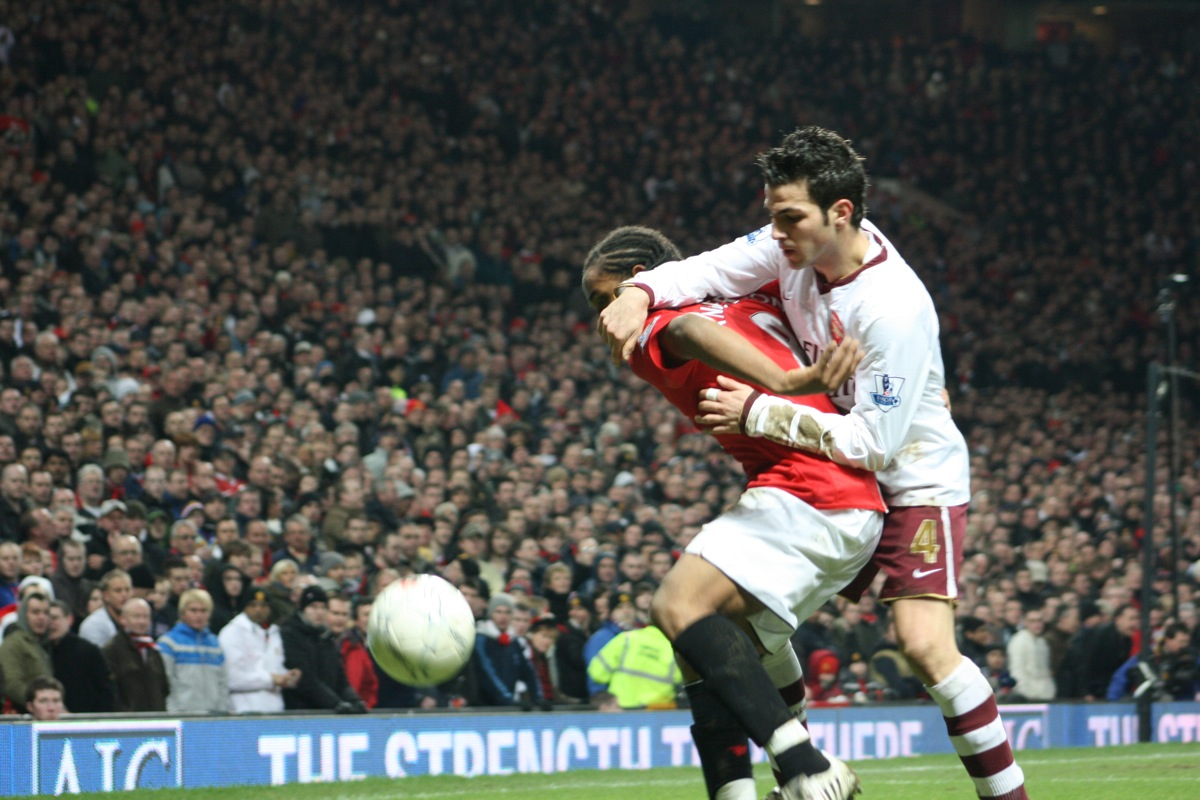
Fàbregas w walce o piłkę z Andersonem w spotkaniu z Manchesterem United w sezonie 2007/2008.

Z początku pobytu w klubie, będąc w pierwszym zespole występował wyłącznie w meczach Pucharu Ligi, jednak w związku z kontuzjami Patricka Vieiry, Gilberto Silvy i Edu, w sezonie 2004/05 wywalczył miejsce w podstawowym składzie. Najczęściej występował na pozycji rozgrywającego. Jako jeden z najbardziej utalentowanych młodych zawodników w klubie, został na stałe włączony do pierwszego zespołu, a poprzez swą kreatywność zmienił oblicze gry zespołu. W drużynie jest jednym z głównych wykonawców stałych fragmentów gry.
Fàbregas w wywiadach przyznawał, że chociaż często podpatrywał zagrania Vieiry, najbardziej wzorował się na swoim idolu z dzieciństwa Josepie Guardioli. Hiszpan, inaczej niż jego francuski poprzednik, w grze przekłada umiejętności techniczne nad siłę. Początkowo był krytykowany za zbyt delikatną posturę oraz mało agresywny styl gry, co dał do zrozumienia także jego kolega z Arsenalu, Ashley Cole, który w swojej autobiografii określił Fàbregasa jako „zawodnika wagi piórkowej”.
Wraz z końcem rozgrywek nastolatek zaczął grać coraz lepiej, demonstrując zarazem bardziej agresywną grę. Udowodnił swoją przydatność dla drużyny, zaliczając w sezonie 2006/07 16 asyst. Zdobywał jednak niewiele bramek, co zresztą dotyczyło całego zespołu w sezonach 2005/2006 oraz 2006/2007. Zmieniło się to w kolejnych rozgrywkach, kiedy to w pierwszych 16 spotkaniach strzelił 11 goli, a menedżer Arsène Wenger stwierdził, że poprzednia niemożność strzelecka negatywnie wpływała na morale zawodnika. Porównał także Hiszpana do Michela Platiniego, byłego francuskiego pomocnika znanego ze zdobywania wielu bramek. Biorąc pod uwagę młody wiek piłkarza, pojawiają się obawy, czy będzie w stanie poradzić sobie z presją spoczywającą na nim po ostatnich latach gry w klubie i reprezentacji oraz czy nie będzie narzekał na zbytnie przemęczenie, jeśli nie będzie częściej odpoczywać. Ze zmęczeniem organizmu wiążą się również potencjalne urazy, jednak przez sześć lat gry w Arsenalu odniósł tylko jedną poważną kontuzję.

## Statystyki

### Klubowe
(aktualne na 25 stycznia 2023)
| Klub               | Sezon              | Liga  | Liga   | Liga   | Puchar kraju | Puchar kraju | Puchar kraju | Europa | Europa | Europa | Suma  | Suma   | Suma   |
| Klub               | Sezon              | Mecze | Bramki | Asysty | Mecze        | Bramki       | Asysty       | Mecze  | Bramki | Asysty | Mecze | Bramki | Asysty |
| ------------------ | ------------------ | ----- | ------ | ------ | ------------ | ------------ | ------------ | ------ | ------ | ------ | ----- | ------ | ------ |
| Arsenal            | 2003/2004          | 0     | 0      | 0      | 3            | 1            | 0            | 0      | 0      | 0      | 3     | 1      | 0      |
| Arsenal            | 2004/2005          | 33    | 2      | 4      | 8            | 0            | 1            | 5      | 1      | 0      | 46    | 3      | 5      |
| Arsenal            | 2005/2006          | 35    | 3      | 5      | 2            | 1            | 0            | 13     | 1      | 2      | 50    | 5      | 7      |
| Arsenal            | 2006/2007          | 38    | 2      | 13     | 6            | 0            | 2            | 10     | 2      | 1      | 54    | 4      | 16     |
| Arsenal            | 2007/2008          | 32    | 7      | 20     | 3            | 0            | 1            | 10     | 6      | 2      | 45    | 13     | 23     |
| Arsenal            | 2008/2009          | 22    | 3      | 11     | 1            | 0            | 0            | 10     | 0      | 5      | 33    | 3      | 16     |
| Arsenal            | 2009/2010          | 27    | 15     | 13     | 1            | 0            | 1            | 8      | 4      | 3      | 35    | 19     | 17     |
| Arsenal            | 2010/2011          | 25    | 3      | 11     | 6            | 3            | 1            | 5      | 3      | 2      | 35    | 9      | 14     |
| Arsenal            | Ogólnie            | 212   | 35     | 77     | 30           | 5            | 6            | 61     | 17     | 15     | 303   | 57     | 98     |
| FC Barcelona       | 2011/2012          | 28    | 9      | 8      | 9            | 3            | 6            | 11     | 3      | 4      | 48    | 15     | 18     |
| FC Barcelona       | 2012/2013          | 32    | 11     | 11     | 8            | 2            | 1            | 9      | 1      | 2      | 48    | 14     | 14     |
| FC Barcelona       | 2013/2014          | 36    | 8      | 13     | 10           | 4            | 1            | 9      | 1      | 2      | 55    | 13     | 16     |
| FC Barcelona       | Ogólnie            | 96    | 28     | 32     | 27           | 9            | 8            | 28     | 5      | 8      | 151   | 42     | 48     |
| Chelsea            | 2014/2015          | 34    | 3      | 19     | 5            | 0            | 1            | 8      | 2      | 4      | 47    | 5      | 23     |
| Chelsea            | 2015/2016          | 37    | 5      | 7      | 5            | 0            | 1            | 7      | 1      | 1      | 49    | 6      | 9      |
| Chelsea            | 2016/2017          | 29    | 5      | 12     | 8            | 2            | 1            | –      | –      | –      | 37    | 7      | 13     |
| Chelsea            | 2017/2018          | 32    | 2      | 4      | 9            | 0            | 4            | 8      | 1      | 1      | 49    | 3      | 9      |
| Chelsea            | 2018/2019          | 6     | 0      | 0      | 5            | 1            | 0            | 5      | 0      | 2      | 16    | 1      | 2      |
| Chelsea            | Ogólnie            | 138   | 15     | 41     | 32           | 3            | 7            | 28     | 4      | 8      | 198   | 23     | 56     |
| AS Monaco          | 2018/2019          | 13    | 1      | 0      | 2            | 0            | 0            | –      | –      | –      | 15    | 1      | 0      |
| AS Monaco          | 2019/2020          | 18    | 0      | 3      | 4            | 0            | 0            | –      | –      | –      | 22    | 0      | 3      |
| AS Monaco          | 2020/2021          | 21    | 2      | 3      | 5            | 1            | 3            | –      | –      | –      | 26    | 3      | 6      |
| AS Monaco          | 2021/2022          | 2     | 0      | 0      | 0            | 0            | 0            | 3      | 0      | 0      | 5     | 0      | 0      |
| AS Monaco          | Ogólnie            | 54    | 3      | 6      | 11           | 1            | 3            | 3      | 0      | 0      | 68    | 4      | 9      |
| AS Monaco B        | 2021/2022          | 1     | 0      | 1      | –            | –            | –            | –      | –      | –      | 1     | 0      | 1      |
| AS Monaco B        | Ogólnie            | 1     | 0      | 1      | 0            | 0            | 0            | 0      | 0      | 0      | 1     | 0      | 1      |
| Como               | 2022/2023          | 11    | 0      | 1      | 0            | 0            | 0            | –      | –      | –      | 11    | 0      | 1      |
| Como               | Ogólnie            | 11    | 0      | 1      | 0            | 0            | 0            | 0      | 0      | 0      | 11    | 0      | 1      |
| Ogólnie w karierze | Ogólnie w karierze | 512   | 81     | 158    | 100          | 18           | 24           | 120    | 26     | 31     | 732   | 125    | 213    |

### Reprezentacyjne
| Reprezentacja | Rok     | Mecze | Bramki | Asysty |
| ------------- | ------- | ----- | ------ | ------ |
| Hiszpania     | 2006    | 14    | 0      | 4      |
| Hiszpania     | 2007    | 8     | 0      | 3      |
| Hiszpania     | 2008    | 15    | 1      | 7      |
| Hiszpania     | 2009    | 10    | 4      | 5      |
| Hiszpania     | 2010    | 11    | 1      | 2      |
| Hiszpania     | 2011    | 4     | 2      | 0      |
| Hiszpania     | 2012    | 13    | 3      | 5      |
| Hiszpania     | 2013    | 11    | 2      | 3      |
| Hiszpania     | 2014    | 8     | 0      | 1      |
| Hiszpania     | 2015    | 7     | 1      | 4      |
| Hiszpania     | 2016    | 9     | 1      | 2      |
| Ogólnie       | Ogólnie | 110   | 15     | 36     |

| Gole w reprezentacji | Gole w reprezentacji | Gole w reprezentacji | Gole w reprezentacji | Gole w reprezentacji | Gole w reprezentacji | Gole w reprezentacji                 |
| Hiszpania            | Hiszpania            | Hiszpania            | Hiszpania            | Hiszpania            | Hiszpania            | Hiszpania                            |
| Lp.                  | Data                 | Miejsce              | Przeciwnik           | Gol                  | Wynik                | Rozgrywki                            |
| -------------------- | -------------------- | -------------------- | -------------------- | -------------------- | -------------------- | ------------------------------------ |
| 1.                   | 10 czerwca 2008      | Innsbruck            | Rosja                | 4–1                  | 4:1                  | Mistrzostwa Europy 2008              |
| 2.                   | 14 czerwca 2009      | Rustenburg           | Nowa Zelandia        | 4–0                  | 5:0                  | Puchar Konfederacji 2009             |
| 3.                   | 9 września 2009      | Mérida               | Estonia              | 1–0                  | 3:0                  | eliminacje do mistrzostw świata 2010 |
| 4.                   | 10 października 2009 | Erywań               | Armenia              | 1–0                  | 2:1                  | eliminacje do mistrzostw świata 2010 |
| 5.                   | 18 listopada 2009    | Wiedeń               | Austria              | 1–1                  | 5:1                  | towarzyski                           |
| 6.                   | 8 czerwca 2010       | Murcja               | Polska               | 4–0                  | 6:0                  | towarzyski                           |
| 7.                   | 2 września 2011      | St. Gallen           | Chile                | 2–2                  | 3:2                  | towarzyski                           |
| 8.                   | 2 września 2011      | St. Gallen           | Chile                | 3–2                  | 3:2                  | towarzyski                           |
| 9.                   | 10 czerwca 2012      | Gdańsk               | Włochy               | 1–1                  | 1:1                  | Mistrzostwa Europy 2012              |
| 10.                  | 14 czerwca 2012      | Gdańsk               | Irlandia             | 4–0                  | 4:0                  | Mistrzostwa Europy 2012              |
| 11.                  | 15 sierpnia 2012     | Bayamón              | Portoryko            | 2–0                  | 2:1                  | towarzyski                           |
| 12.                  | 6 lutego 2013        | Doha                 | Urugwaj              | 1–0                  | 3:1                  | towarzyski                           |
| 13.                  | 8 czerwca 2013       | Miami Gardens        | Haiti                | 2–0                  | 2:1                  | towarzyski                           |
| 14.                  | 11 czerwca 2015      | León                 | Kostaryka            | 2–1                  | 2:1                  | towarzyski                           |
| 15.                  | 1 czerwca 2016       | Salzburg             | Korea Południowa     | 2–0                  | 6:1                  | towarzyski                           |

## Sukcesy

### Arsenal[97]
- Puchar Anglii: 2004/2005
- Tarcza Wspólnoty: 2004

### FC Barcelona
- Mistrzostwo Hiszpanii: 2012/2013
- Puchar Króla: 2011/2012
- Superpuchar Hiszpanii: 2011, 2013
- Klubowe Mistrzostwa Świata: 2011
- Superpuchar Europy: 2011

### Chelsea
- Mistrzostwo Anglii: 2014/2015, 2016/2017
- Puchar Anglii: 2017/2018
- Puchar Ligi Angielskiej: 2014/2015
- Liga Europy UEFA: 2018/2019

### Reprezentacyjne[97]
- Mistrzostwo Świata: 2010
- Mistrzostwo Europy: 2008, 2012
- Wicemistrzostwo Świata U-17: 2003
- Wicemistrzostwo Europy U-17: 2004
- 3. miejsce w Pucharze Konfederacji: 2009

### Indywidualne[97][98]
- Najlepszy Piłkarz według zawodników
  - Premier League Player of the Month: styczeń 2007, wrzesień 2007
  - Młody Piłkarz Roku: 2007–08
  - Drużyna Roku: 2007–08
  - Euro 2008 – Drużyna Turnieju
- Europa
  - Drużyna Roku według UEFA: 2006
  - Euro 2008 – Drużyna Turnieju według UEFA
  - Bravo Award (młodzieżowy odpowiednik Złotej Piłki): 2006
  - Najlepszy Zawodnik Mistrzostw Europy U-17: 2004
- Świat
  - Najlepszy strzelec Mistrzostw Świata U-17: 2003
  - Najlepszy zawodnik Mistrzostw Świata U-17: 2003
- Arsenal
  - O2/Arsenal.com Gracz sezonu: 2006–07, 2007–08

## Odznaczenia
- Krzyż Wielki Orderu Zasług Sportowych (Hiszpania)

## Inne
Rodzice Fabregasa wspominają, że jako nastolatek bardzo poważnie traktował swoje treningi w Barcelonie, sam zawodnik zaś przyznaje, że był chłopcem nieśmiałym i niezbyt pewnym siebie. Jednymi z najbliższych przyjaciół Hiszpana są jego rodacy: Marc Pedraza, David Silva i Gerard Piqué.
19 maja 2008 piłkarz wystąpił w specjalnym jednoodcinkowym programie telewizyjnym The Cesc Fàbregas Show: Nike Live. Program sponsorowany był przez firmę Nike, a transmisja odbyła się na kanale Sky Sports. Udział w show wzięli także koledzy z Arsenalu, Philippe Senderos i Nicklas Bendtner oraz trener Arsène Wenger, rodzice Hiszpana i Matt Lucas, gwiazda popularnego serialu Mała Brytania.